# Calidris
Genre
Calidris est un genre d'oiseaux appelés bécasseaux, de taille petite à moyenne, aux ailes longues et au bec relativement court.
Leurs becs ont des pointes sensibles qui contiennent de nombreux corpuscules de Herbst (en). Cela permet aux oiseaux de localiser des proies enfouies, qu'ils recherchent généralement en courant et en sondant sans relâche.

## Liste des espèces
D'après la classification de référence (version 14.1, 2024) de l'Union internationale des ornithologues, il y a 24 espèces du genre Calidris (ordre philogénique) :
- Calidris tenuirostris (Horsfield, 1821) – Bécasseau de l'Anadyr ;
- Calidris canutus (Linnaeus, 1758) – Bécasseau maubèche ;
- Calidris virgata (Gmelin, JF, 1789) – Bécasseau du ressac ;
- Calidris pugnax (Linnaeus, 1758) – Combattant varié ;
- Calidris falcinellus (Pontoppidan, 1763) – Bécasseau falcinelle ;
- Calidris acuminata (Horsfield, 1821) – Bécasseau à queue pointue ;
- Calidris himantopus (Bonaparte, 1826) – Bécasseau à échasses ;
- Calidris ferruginea (Pontoppidan, 1763) – Bécasseau cocorli ;
- Calidris temminckii (Leisler, 1812) – Bécasseau de Temminck ;
- Calidris subminuta (Middendorff, 1853) – Bécasseau à longs doigts ;
- Calidris ruficollis (Vieillot, 1819) – Bécasseau à col roux ;
- Calidris pygmea (Linnaeus, 1758) – Bécasseau spatule ;
- Calidris subruficollis (Vieillot, 1819) – Bécasseau roussâtre ;
- Calidris alba (Pallas, 1764) – Bécasseau sanderling ;
- Calidris alpina (Linnaeus, 1758) – Bécasseau variable ;
- Calidris maritima (Brünnich, 1764) – Bécasseau violet ;
- Calidris ptilocnemis (Coues, 1873) – Bécasseau des Aléoutiennes ;
- Calidris bairdii (Coues, 1861) – Bécasseau de Baird ;
- Calidris minuta (Leisler, 1812) – Bécasseau minute ;
- Calidris minutilla (Vieillot, 1819) – Bécasseau minuscule ;
- Calidris fuscicollis (Vieillot, 1819) – Bécasseau à croupion blanc ;
- Calidris melanotos (Vieillot, 1819) – Bécasseau à poitrine cendrée ;
- Calidris mauri (Cabanis, 1857) – Bécasseau d'Alaska ;
- Calidris pusilla (Linnaeus, 1766) – Bécasseau semipalmé.

## Sources
- del Hoyo J., Elliott A. & Sargatal J. (1996) Handbook of the Birds of the World, Volume 3, Hoatzin to Auks. BirdLife International, Lynx Edicions, Barcelona, 821 p.
- Taylor D. (2006) Guide des limicoles d'Europe, d'Asie et d'Amérique du Nord. Delachaux & Niestlé, Paris, 224 p.